# Судноводіння
Судноводíння (Navigation, Ship handling) — наука про методи водіння суден чи кораблів, яка полягає у виборі найкоротшого чи найбезпечнішого шляху (маршруту), яким судно має йти у призначене місце, і постійній перевірці його місцезнаходження як удень, так і вночі, як поблизу берегів, так і у відкритому морі.
Судноводіння включає у себе три розділи: навігацію, лоцію і мореплавну астрономію.
Осільки судно увесь час знаходиться під дією сил, що постійно змінюються — вітру, хвилювання, течій тощо, для судноводіння вагоме значення має метеорологія — наука про атмосферу та її стани, океанографія — наука про водний покрив земної кулі (див. море, океан).
Метеорологія стосовно судноводіння вивчається головно у частині обчислення припливів та відпливів, течій, хвилювання (див. штурман).